# یوهان کریستف باخ
یوهان کریستف باخ (Meine Freundin, du bist schön؛ زاده ۶ دسامبر ۱۶۴۲ درگذشته ۳۱ مارس ۱۷۰۳) یک آهنگساز اهل آلمان بود.